# Ла-Хоя (Акахете)
Ла-Хоя (исп. La Joya) — посёлок в восточной части Мексики, на территории штата Веракрус. Входит в состав муниципалитета Акахете.

## Географическое положение
Ла-Хоя расположена в центральной части штата, на расстоянии приблизительно 9 километров к северо-западу от города Халапа-Энрикеса, административного центра штата. Абсолютная высота — 2169 метров над уровнем моря.

## Население
Согласно данным, полученным в ходе проведения официальной переписи 2005 года, в посёлке проживало 1036 человек (519 мужчин и 517 женщин). Насчитывался 261 дом. По возрастному диапазону население распределилось следующим образом: 36,6 % — жители младше 18 лет, 53,1 % — между 18 и 59 годами и 10,3 % — в возрасте 60 лет и старше. Уровень грамотности среди жителей старше 15 лет составлял 94,3 %.
По данным переписи 2010 года, численность населения Ла-Хои составляла 1360 человек. Динамика численности населения посёлка по годам:
| 2000 | 2005 | 2010 |
| ---- | ---- | ---- |
| 1122 | 1036 | 1360 |